# Dioxybracon bimucronatus
Dioxybracon bimucronatus är en stekelart som beskrevs av Granger 1949. Dioxybracon bimucronatus ingår i släktet Dioxybracon och familjen bracksteklar. Inga underarter finns listade i Catalogue of Life.